# Enrique Conrado Rébsamen

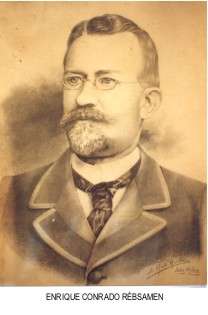
Enrique Conrado Rébsamen

Enrique Conrado Rébsamen (* 8. Februar 1857 in Kreuzlingen, Schweiz als Heinrich Konrad Rebsamen, heimatberechtigt in Turbenthal; † 8. April 1904 in Xalapa, Mexiko) war ein schweizerisch-mexikanischer Pädagoge, dessen Reformen und Ideen das Erziehungssystem in Mexiko massgeblich beeinflussten.

## Leben

### Eltern
Enrique Conrado Rébsamen wurde als ältestes Kind des Ehepaars Johann Ulrich (1825–1897) und Katharina Rebsamen (geb. Egloff) 1857 in Kreuzlingen geboren.

Sein Vater besuchte als Bauernsohn das Lehrerseminar in Küsnacht und arbeitete nach einem Theologiestudium und einem Auslandaufenthalt von 1854 bis 1897 als Direktor des Lehrerseminars Kreuzlingen. Parallel dazu amtete Johann Ulrich als Sekundarschulinspektor und Erziehungsrat, zwischen 1866 und 1874 Redaktor der Schweizerischen Lehrerzeitung und bis 1894 auch als Mitglied im Zentralausschuss des Schweizerischen Lehrervereins. Johann Ulrich verwirklichte dabei zeitlebens die Ideen von Ignaz Thomas Scherr und dessen Konzept einer wissenschaftlichen Lehrerausbildung.
Auch Katharina Rebsamen-Egloff war hoch gebildet und Tochter eines Regierungsrates und Obersten der Schweizer Armee.

### Werdegang
Enrique C. Rébsamen besuchte zwischen 1874 und 1876 das Lehrerseminar Kreuzlingen. Danach absolvierte er ein Studium in Lausanne und Zürich, bevor er bis 1882 als Leiter des Gymnasiums in Lichtenfels amtete.
Während dieser Zeit freundete er sich mit verschiedenen Intellektuellen an. Einer von ihnen, der Forschungsreisende und Schriftsteller Carl von Gagern, gab Rébsamen sein Essay Quetzalcoatl zu lesen. Zwar habe die Lektüre Rébsamen zuerst schockiert – so die Überlieferung –, dennoch entschied er sich 1883, Mexiko besser kennenzulernen.

### Wirken in Mexiko

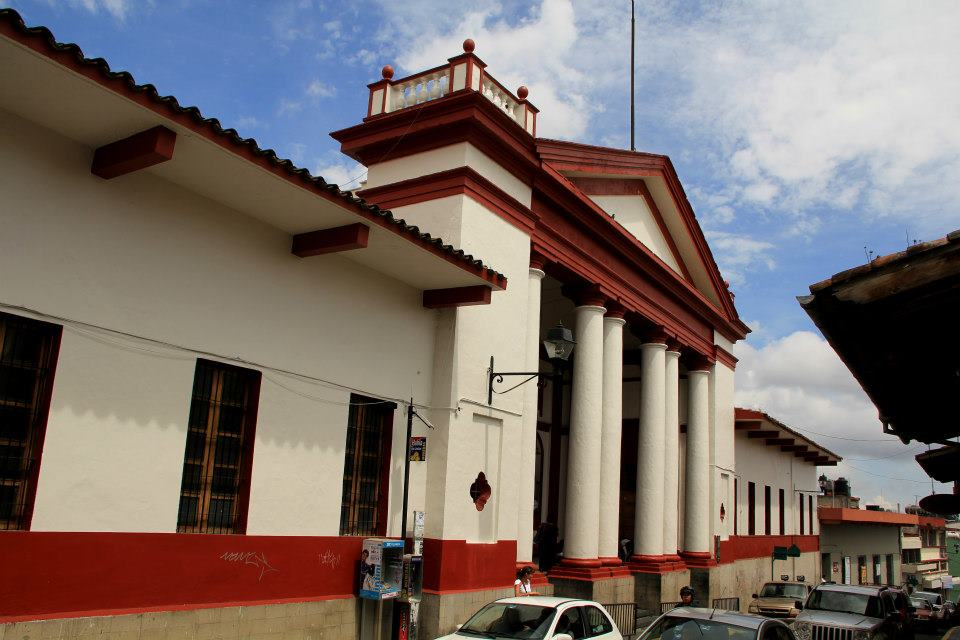
Escuela Rébsamen in Xalapa

In Mexiko übernahm Rébsamen zunächst die Erziehung der Kinder eines Kaufmanns. In Mexiko-Stadt freundete sich Rébsamen mit zeitgenössischen Persönlichkeiten wie dem Autor und Politiker Ignacio Manuel Altamirano an.
Dadurch wurde auch der damalige mexikanische Präsident Porfirio Díaz auf Rébsamen aufmerksam. Er empfahl ihn dem damaligen Gouverneur von Veracruz, Juan de la Luz Enríquez, welcher zur selben Zeit Bildungsprojekte im Bundesstaat vorantrieb.
Rébsamen gründete in der Folge 1886 in Xalapa, der Hauptstadt des Bundesstaates Veracruz die Escuela Normal, das dortige Lehrerseminar. Er folgte dabei dem Muster der Schule des Deutschen Enrique Laubscher in Orizaba. Rébsamens Ideen und Methoden wurden von Abraham Castellanos unter dem Titel Pedagogía Rébsamen (Rébsamen-Pädagogik) veröffentlicht. 1889 gründete Rébsamen die Zeitschrift México Intelectual.
Ab 1891 wurde auf Wunsch des Präsidenten Porfirio Díaz die Reorganisation der öffentlichen Schulen auf weitere Orte ausgedehnt. Persönlich wirkte Rébsamen in Oaxaca, Jalisco und Guanajuato. In sieben weiteren Lehranstalten gaben von ihm ausgebildete Lehrpersonen die neuen Ideen weiter. 1900 arbeiteten bereits 45 pädagogische Einrichtungen nach seinen Methoden. Parallel publizierte Rébsamen zahlreiche Schriften, so beispielsweise 1899 "Methode des Schreibens und Lesens", das bis 1929 in vier Millionen Exemplaren verkauft wurde.
Seine Grundideen fussten konzeptionell sowohl auf der damaligen deutschen Pädagogik (Herbart, Ziller, Diesterweg, Froebel und Kehr), auf der französischen (Rousseau und Jacotot), der englischen (Spencer, Bain) sowie auch auf der schweizerischen (Johann Heinrich Pestalozzi).
Rébsamen verstarb im April 1904 in Xalapa.

## Folgen
Die mexikanische Lehrerausbildung basiert bis heute in vielen Teilen auf dem Werk von Rébsamen. Er begründete die geregelte Lehrerausbildung in Mexiko und förderte das dortige Volksschulwesen. Rébsamen entwarf darüber hinaus auch Gesetzestexte, welche den Primarunterricht im ganzen Staat in seiner neuen Form festlegten.

## Anerkennung
Bis heute ist Rébsamen an zahlreichen öffentlichen Orten anerkennend erwähnt.
- Das von ihm gegründete Lehrerseminar in Veracruz trägt mit Escuela Normal Veracruzana "Enrique C.Rebsamen" seinen Namen
- Diverse Strassenzüge in Mexiko tragen Rébsamens Namen, so unter anderem eine der Hauptstrassen in Xalapa und eine weitere in Mexikos Stadtteil Colonia Valle
- Zahlreiche Schulen in Mexiko sind nach Rébsamen benannt
- In der Schweiz wird Rébsamen mit einer Erinnerungstafel im südlichen Treppenhaus des Altbaus der Pädagogischen Mittelschule Kreuzlingen gedacht